# Takeši Macuzaka
Takeši Macuzaka (* 20. prosince 1939 – 22. října 2014 Ósaka, Japonsko) byl japonský zápasník–judista.

## Sportovní kariéra
Připravoval se na Kinkijské univerzitě v Ósace a po skončení studií byl zaměstnancem Ósacké policie. Japonské reprezentaci se pohyboval v šedesátých letech v těžké váze. Památná jsou jeho utkání z japonského mistrovství bez rozdílu vah s Isaem Okanem, kterého v roce 1968 porazil a získal titul. Po skončení sportovní kariéry v roce 1969 pracoval u Ósacké policie jako instruktor. Zemřel v říjnu 2014.

## Výsledky

### Váhové kategorie
| Turnaj               | 1964       | 1965       | 1966       | 1967       | 1968       | 1969       |  |
| Turnaj               | 25         | 26         | 27         | 28         | 29         | 30         |  |
| Turnaj               | těžká váha | těžká váha | těžká váha | těžká váha | těžká váha | těžká váha |  |
| -------------------- | ---------- | ---------- | ---------- | ---------- | ---------- | ---------- |  |
| Olympijské hry       | —          |            |            |            |            |            |  |
| Mistrovství světa    |            | —          |            | 3.         |            | —          |  |
| Mistrovství Japonska |            |            | ?          |            | ?          | ?          |  |

### Bez rozdílu vah
| Turnaj               | 1964 | 1965 | 1966 | 1967 | 1968 | 1969 |  |
| Turnaj               | 25   | 26   | 27   | 28   | 29   | 30   |  |
| -------------------- | ---- | ---- | ---- | ---- | ---- | ---- |  |
| Olympijské hry       | —    |      |      |      |      |      |  |
| Mistrovství světa    |      | —    |      | —    |      | —    |  |
| Mistrovství Japonska | úč.  | 2.   | 3.   | 3.   | 1.   | úč.  |  |